# Radio Disney
Radio Disney je americké rádio se sídlem v Burbanku v Kalifornii. Rádio vysílá od 18. listopadu 1996.

## Historie
- 1996–2001: umělci Britney Spears, Christina Aguilera, 'N Sync, Spice Girls, A*Teens, Backstreet Boys a Hanson.

- 2001–2011: umělci Hilary Duff, Raven-Symoné, Miley Cyrus, Jonas Brothers, Demi Lovato, Selena Gomezová, Mitchel Musso.

- 2011–dodnes: umělci Miley Cyrusová, Demi Lovato, Selena Gomezová, Justin Bieber, Carly Rae Jepsenová, McClain Sisters, Coco Jones, One Direction a další.

## DJs
- Blake (2005)
- Brian (1997)
- Candice (2005)
- Ernie D. (1999)
- Hallie (2008)
- Jake (2008)
- Eliott (2008)
- Morgan (2009)
- Aaron K. (2003–2008)
- B. B. Good (1998–2008)
- Betsy (2008–2009)
- Cherami (2007–2008)
- David Jordan (2001–2005)
- Dean Wendt (1996–2001)
- Don Crabtree (1996–2007)
- Giel (2003–2008)
- Jim Hickly (2001–2005)
- Just Plain Mark (1997–2001)
- Kara (1997–2001)
- Kim Stewart (1997–2000)
- Lee Cameron (1996–1999)
- Lenny (2006)
- Penny Nichols (2001)
- Robin Jones (1996–1997)
- Rita (2007)
- Squeege (1996–2005)
- Sherry Rodgers (1996–2008)
- Sheryl Brooks (1996–2008)
- Susan Huber (1996–2008)
- Tina (1997–1998)
- Terri (2004–2008)
- Web Fingors (2001–2003)
- Zippy (1997–2001)